# Obsevanje oligometastatskih rakov
Za zdravljenje oligometastaz se je včasih primarno uporabljala kirurška odstranitev, vendar pa so z razvojem tehnologije postale bolj dostopne manj invazivne metode. Ena izmed manj invazivnih metod je obsevanje in sicer sta tukaj pomembni tehniki SBRT (angleško Stereotactic body radiotherapy) in SRS (angleško stereotactic radiosurgery). Nekatere vrste raka tudi niso primerne za obsevanje.

## Tehniki SBRT in SRS
Načelo SBRT je da se v nekaj frakcijah dostavi enak ali večji biološko učinkovit odmerek v primerjavi s standardnim hiperfrakcioniranim načinom. SBRT je možen zaradi sodobne tehnologije, ki omogoča visoko konformno načrtovanje zdravljenja, ki poveča odmerek na ciljni volumen, hkrati pa se zmanjša odmerek na okoliške rizične organe (OAR). Glavne tehnične zahteve za SBRT vključujejo integrirano slikovno vodeno radioterapijo (IGRT), sofisticirane imobilizacijske sisteme in napredno načrtovanje zdravljenja. SBRT tehniko uporabljamo za obsevanje ekstrakranialnih lezij.
Za obsevanje lezij v možganih uporabljamo SRS tehniko, kjer se na tarčni volumen izseva visoka doza v eni ali v manjšem številu frakcij, ki pa je visoko konformna in natančna. Zaradi obkrožujočega zdravega možganskega tkiva je poleg submilimetrske natančnosti in konformnosti pomemben strm padec doze izven tarčnega volumna. Sistemi, s katerimi se v radioterapiji izvaja stereotaktična radiokirugija intrakranialnih lezij so gama nož (Gamma Knife, Elekta), cyber nož (Accuray), protonski sistemi in pa moderni linearni pospeševalniki kot so Elektin Versa HD, Varianovi Novalis Tx, True Beam STX, EDGE in drugi.

## Raziskava SABR-COMET Phase II Randomized Trial
Z SABR-COMET so ocenili vpliv SBRT na splošno preživetje (OS, angleško overall survival) pri bolnikih z nadzorovanim primarnim tumorjem in 1-5 metastatskimi lezijami. V kontrolni skupini so izvajali standardno paliativno radioterapijo s ciljem lajšanja simptomov ali preprečevanja zapletov s priporočenimi odmerki. V skupini z SBRT so bolniki prejeli SBRT na vseh mestih metastatske bolezni. Bolniki v kraku SBRT, ki so pozneje razvili nove metastaze, so bili upravičeni do dodatnega SBRT, če je bilo to izvedljivo. V obeh skupinah je bilo priporočeno paliativno standardno sistemsko zdravljenje, kot je indicirano, z uporabo pragmatičnega pristopa, pri katerem je bila izbira sistemskih učinkovin po presoji zdravnika onkologa. Vsako nadaljnje paliativno sistemsko zdravljenje ali paliativno obsevanje po napredovanju je bilo po presoji lečečih zdravnikov. Bolnike so opazovali pri spremljanju vsake 3 mesece po naključni dodelitvi v letih 1-2 in vsakih 6 mesecev do 5. leta, z rednim slikanjem, kot je opisano v protokolu. Raziskava je bila oktobra 2016 spremenjena, tako da se letni obiski nadaljujejo do 10. leta.
V času prvotne objave je bilo SABR-COMET prvo naključno preskušanje, ki je pokazalo vpliv katerega koli ablativnega zdravljenja na OS pri bolnikih z oligometastazami. V tej dolgoročni analizi so bili učinki SBRT na splošno preživetje večji po obsegu, kot so poročali prej, povprečno splošno preživetje pri skupini, ki so jih obsevali z SBRT je bilo 22 mesecev višje kot pri kontrolni skupini (13 mesecev v prvotni analizi), kar ustreza 24,6 % pri 5 letih. SBRT ni povzročil poslabšanja kakovosti življenja in ni bilo očitnih nobenih novih varnostnih signalov. Naraščajoči obseg koristi sčasoma kaže, da je za vsa naključna preskušanja pri bolnikih z oligometastazami potrebno dolgotrajno spremljanje, da se v celoti ugotovi vpliv ablativnih terapij na splošno preživetje.
Napredovanje bolezni se je pojavilo pri 74 od 99 pacientih. V kontrolni skupini se je napredovanje pojavilo pri 29 (88%) od 33 bolnikov, v skupini z SBRT pa se je napredovanje pojavilo pri 45 (68%) od 66 bolnikov. V kontrolni skupini ni noben pacient preživel 5 let brez napredovanja bolezni, medtem ko je v skupini z SBRT 17,3% pacientov bilo po 5 letih brez napredovanja bolezni.
Ocenjevali so tudi lokalno kontrolo, ki je opredeljena kot odsotnost napredovanja lezij, ki so bile prvotno prisotne. V kontrolni skupini je bila lokalna kontrola 46%, medtem, ko je bila v skupini z SBRT 63%.
V vseh treh segmentih lahko opazimo boljše rezultate pri skupini z SBRT.